# Palestyna (państwo)

Tereny faktycznie kontrolowane przez Palestynę

Flaga Palestyny jako Brytyjskiego Mandatu

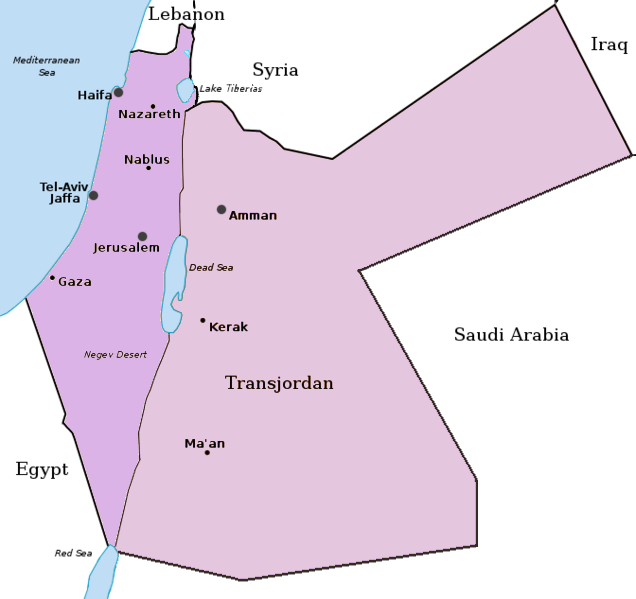
Palestyna i Transjordania – mandaty brytyjskie

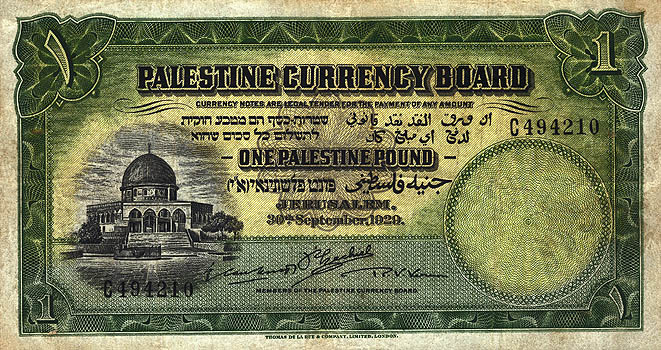
Funt palestyński

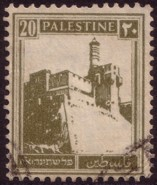
Palestyński znaczek za czasów mandatu brytyjskiego

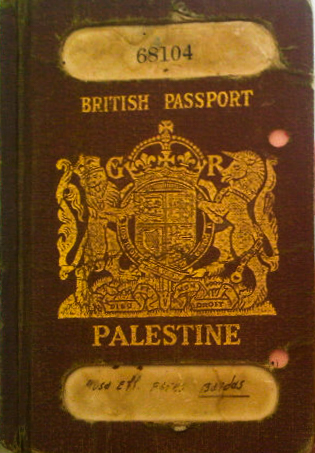
Paszport palestyński za czasów mandatu brytyjskiego

Państwa uznające Palestynę

Palestyna, Państwo Palestyna (patrz: Autonomia Palestyńska) – państwo znajdujące się na terenie historycznej Palestyny. Terytorialnie obejmuje obszar Strefy Gazy i Zachodniego Brzegu, w tym Wschodniej Jerozolimy. Sąsiaduje z Izraelem i Jordanią  przez Zachodni Brzeg oraz Egiptem przez Strefę Gazy. Nazwa „Państwo Palestyna” określa także byt polityczny, postulowany przez palestyński ruch narodowy, obejmujący całość lub część historycznej Palestyny.

## Geneza
Początki dążeń arabskiej ludności Palestyny do utworzenia własnego państwa wiążą się z powstaniem brytyjskiego mandatu Palestyny. Przed rokiem 1920 region ten był uznawany przez miejscowych działaczy arabskich za część arabskiej Syrii, zaś miejscowa ludność arabska za południowych Syryjczyków. Rezolucja II Kongresu Syryjskiego z 7 marca 1920 roku, w którym brali udział delegaci z Palestyny, deklarowała niepodległość Syrii w granicach, obejmujących także obszar późniejszego mandatu brytyjskiego. Koncepcja odrębnego arabskiego państwa palestyńskiego jest między innymi skutkiem podziału Bliskiego Wschodu i utworzenia przez Ligę Narodów odrębnego terytorium mandatowego Palestyny, powierzonego Wielkiej Brytanii.
Bezpośrednio po utworzeniu mandatu brytyjskiego Palestyny Arabowie palestyńscy zaczęli się domagać nadania niepodległości dla jego terytorium, obejmującego pierwotnie także obecną Jordanię. Dążenia autochtonicznych Arabów Palestyńskich stały w sprzeczności z aspiracjami syjonistów, czyli Żydów zaangażowanych w działalność Światowej Organizacji Syjonistycznej, którzy poprzez działalność Agencji Żydowskiej dążyli do zwiększenia swojego udziału w ludności mandatu Palestyny poprzez imigrację z innych krajów oraz do ustanowienia na terytorium mandatu Palestyny państwa żydowskiego. Rosnąca liczebność społeczności żydowskiej, wykupywanie przez syjonistów ziemi pod osadnictwo żydowskie połączone z usuwaniem stamtąd dotychczasowych najemców, a także świadomość konfliktu interesów doprowadziły do ataków Arabów Palestyńskich na Żydów (na które niektóre organizacje żydowskie odpowiadały analogiczną przemocą) i do wymierzonych w siły Imperium brytyjskiego powstań, co skłoniło Wielką Brytanię do zmiany polityki i ograniczenia imigracji żydowskiej. To z kolei spowodowało rozgoryczenie Żydów, którzy uważali deklarację Balfoura za zobowiązanie Wielkiej Brytanii do urzeczywistnienia ich celów. Skłoniło to organizacje żydowskie do wspierania nielegalnej imigracji, a niektóre z nich, takie jak Haganę, Irgun i Lechi, do terrorystycznych ataków na siły Imperium brytyjskiego. Wrogość obu stron oraz niezdolność do wypracowania podziału mandatu Palestyny między Palestyńczyków a Żydów spowodowały, że Brytyjczycy, zwalczani przez obie strony, postanowili zrezygnować z administrowania krajem i przekazali decyzję dotyczącą kraju Organizacji Narodów Zjednoczonych.
29 listopada 1947 roku Zgromadzenie Ogólne ONZ przyjęło rezolucję o podziale mandatu na część arabską, żydowską i strefę międzynarodową (Jerozolimę z okręgiem). Zadanie wprowadzenia w życie planu podziału otrzymała Komisja Narodów Zjednoczonych ds. Palestyny (ang. United Nations Palestine Commission – UNPC). O ile Żydzi nominalnie zaakceptowali rezolucję, o tyle Arabowie palestyńscy oraz sąsiednie państwa arabskie ją otwarcie odrzucili. Ze względu na wybuch wojny arabsko-izraelskiej rezolucja ONZ nie została wcielona w życie, a Palestyna została podzielona na państwo Izrael, włączony do Transjordanii Zachodni Brzeg oraz Strefę Gazy pod administracją Egiptu. W wyniku działań Izraela większość autochtonicznej ludności arabskiej na terenach zajętych przez Izrael została usunięta ze swoich ziem i pozbawiona prawa powrotu. Po wojnie sześciodniowej Strefa Gazy i Zachodni Brzeg, w tym Wschodnia Jerozolima, dostały się pod okupację izraelską. Egipt w następstwie Porozumienia z Camp David z 1978 r. zrzekł się na rzecz przyszłego państwa palestyńskiego Strefy Gazy na mocy traktatu pokojowego izraelsko-egipskiego z 1979 r. W 1980 r.Kneset uchwalił ustawę o randze konstytucyjnej – „Ustawa Zasadnicza: Jerozolima, Stolica Izraela”, w której mowa jest o Jerozolimie jako „całej i zjednoczonej stolicy Izraela”, jednak ta jednostronna aneksja  została uznana międzynarodowo za nieważną na mocy Rezolucji Rady Bezpieczeństwa ONZ nr 478. 9 grudnia 1987 w obozie palestyńskich uchodźców Dżabalija w Strefie Gazy rozpoczęła się pierwsza intifada i szybko rozprzestrzeniła się na Zachodni Brzeg, w tym Wschodnią Jerozolimę. W 1988 r. Jordania zrezygnowała z prób odzyskania kontroli nad Zachodnim Brzegiem, a administracyjne i prawne związki Jordanii ze Strefą Gazy i Zachodnim Brzegiem, w tym Wschodnią Jerozolimą, zostały zerwane, zaś Palestyńczycy przebywający na Zachodnim Brzegu, a posiadający obywatelstwo jordańskie, automatycznie je utracili. W konsekwencji Palestyńska Rada Narodowa ogłosiła 15 listopada 1988 roku deklarację niepodległości. W następstwie intifady zawarto w 1993 r. Porozumienia z Oslo, zgodnie z którymi terytoria Zachodniego Brzegu i Strefy Gazy podzielono na obszary o różnym statusie:
- status A – tereny pod kontrolą Autonomii Palestyńskiej: Strefa Gazy, kilka większych skupień arabskich na Zachodnim Brzegu,
- status B – tereny pod kontrolą mieszaną: Autonomia Palestyńska sprawuje tam władzę, ale kontrolę wojskową sprawuje armia izraelska,
- status C – tereny pod kontrolą izraelską: obejmują kolonie żydowskie, drogi dojazdowe do nich oraz punkty strategiczne (np. wzgórza, źródła wody),
- status sporny – tereny Wschodniej Jerozolimy, uznawane przez Izrael od 1980 r. za anektowane przez siebie, natomiast przez Palestynę i większość państw świata zaliczane do obszarów o statusie C, zgodnie z Rezolucją Rady Bezpieczeństwa ONZ nr 478.

W 1994 r. Jordania na mocy jordańsko-izraelskiego traktatu pokojowego zrzekła się na rzecz przyszłego państwa palestyńskiego Zachodniego Brzegu, w tym Wschodniej Jerozolimy. W 2007 roku w Annapolis Izrael i Autonomia Palestyńska zobowiązały się do nawiązania rokowań, które do końca 2008 miały doprowadzić strony do porozumienia w sprawie utworzenia państwa palestyńskiego. W 2009 po wyborach parlamentarnych i utworzeniu rządu Binjamina Netanjahu, minister spraw zagranicznych Izraela Awigdor Lieberman powiedział, że jego kraju nie obowiązują uzgodnienia z Annapolis. W odpowiedzi przedstawiciel prezydenta Autonomii Palestyńskiej Mahmuda Abbasa, Nabil Abu Rudeina wezwał Stany Zjednoczone, by przeciwstawiły się postawie Liebermana w sprawie państwa palestyńskiego. Następnie Liberman złagodził swoją wypowiedź stwierdzając, że jest zobowiązany planem działań przyjętym przez gabinet izraelski w 2003 roku.

## Obecny status
Obecnie pojęcie Państwa Palestyna dotyczy przede wszystkim struktury politycznej in statu nascendi. Palestyna, jako niepodległy organizm polityczny, nie jest formalnie uznawana przez Izrael, ale jest nieczłonkowskim państwem-obserwatorem ONZ. Szereg państw utrzymuje kontakty dyplomatyczne z Autonomią Palestyńską, czyli władzami Palestyny. Również Liga Państw Arabskich przyjęła Palestynę jako swojego członka pod nazwą „Państwo Palestyna”. Państwo Palestyna, zgodnie z decyzją Międzynarodowego Trybunału Karnego i palestyńską konstytucją, obejmuje de iure terytoria podzielone na dwa dystrykty (arab. mintakat) zajęte przez Izrael w 1967 r.: Strefę Gazy i Zachodni Brzeg znany również pod nazwą historyczną Cisjordania, w tym Wschodnią Jerozolimę. Część Palestyńczyków oraz niektóre państwa (Syria, Iran) uważają jednak, że suwerenność państwa palestyńskiego powinna rozciągać się na całe terytorium zajmowane przez Izrael, którego istnienia nie uznają. De facto obowiązuje natomiast nadal podział uzgodniony w porozumieniach z Oslo. Tereny Strefy Gazy i Zachodniego Brzegu, w tym Wschodniej Jerozolimy, są w większości zamieszkiwane przez Palestyńczyków (ok. 3,8 mln) stanowiących 95% mieszkańców (wyznających głównie islam sunnicki), liczni są też Ormianie i inni chrześcijanie, natomiast ludność żydowska – obywatele Izraela (ok. 200 tys.) – zamieszkuje głównie Dzielnicę Żydowską w Jerozolimie, a także oddzielne, nielegalne w świetle prawa międzynarodowego, osiedla żydowskie. Palestyńczycy domagają się, by stolicą niezależnego państwa palestyńskiego była Wschodnia Jerozolima. Obie strony konfliktu izraelsko-palestyńskiego oskarżają się o niedotrzymywanie zobowiązań. Sytuację komplikuje narastająca radykalizacja obu stron konfliktu, stan wojny domowej i dwuwładzy panujący na terytorium Autonomii, zamachy terrorystyczne i porwania żołnierzy izraelskich przez organizacje palestyńskie, liczne interwencje militarne Izraela, więzienie wielu działaczy palestyńskich, rozbudowa nielegalnych, w świetle prawa międzynarodowego, osiedli żydowskich, spór dotyczący statusu Wschodniej Jerozolimy, a także mur bezpieczeństwa zbudowany przez Izrael, który pozostawił po stronie izraelskiej część terytorium Zachodniego Brzegu, w tym niemal całą Wschodnią Jerozolimę.

### Uznanie międzynarodowe
W 1988 roku niepodległą Palestynę uznały ZSRR i Polska; w 2008 Kostaryka; w 2010 Argentyna, Brazylia Boliwia i Ekwador, a w 2011 Chile, Gujana, Paragwaj, Cypr, Syria, Honduras, Salwador, Belize i Islandia. Według władz palestyńskich w połowie 2011 roku Palestynę za państwo uznawały 122 państwa członkowskie ONZ.
31 października 2011 roku Palestyna oficjalnie została 194. członkiem UNESCO (107 państw zagłosowało za, 14 było przeciw, a 52 wstrzymały się od głosu).
29 listopada 2012 roku Palestyna (jeszcze jako Autonomia Palestyńska) uzyskała na mocy rezolucji Zgromadzenia Ogólnego Organizacji Narodów Zjednoczonych status nieczłonkowskiego państwa-obserwatora ONZ (138 głosów za, 9 przeciw, 41 wstrzymujących się od głosu, 5 nieobecnych na głosowaniu), czyli status taki sam jaki w ONZ posiada Stolica Apostolska
17 grudnia 2014 roku Parlament Europejski przyjął uchwałę o uznaniu „w zasadzie” (in principle) państwowości palestyńskiej. Rezolucja ta o numerze RC8-0277/2014 została przyjęta większością głosów 498 przeciwko 88. Jak wyjaśnili dwaj główni negocjatorzy, Gilles Pargneaux i Cristian Dan Preda, rezolucja ta była kompromisem, polegającym na warunkowym przyjęciu zasady uznania dwóch państw – Izraela i Palestyny, których stolice znajdowałyby się w Jerozolimie, pod warunkiem, że wszystkie strony konfliktu uznają się nawzajem. Nakłada to na palestyńską organizację Hamas obowiązek uznania państwa Izrael. Zgłoszony wcześniej projekt uchwały o bezwarunkowym uznaniu Państwa Palestyńskiego został natomiast odrzucony.
Również w grudniu 2014 roku Zgromadzenie Państw-Stron Międzynarodowego Trybunału Karnego uznało Palestynę za państwo, a 1 stycznia 2015 r. Palestyna złożyła do Trybunału oświadczenie o uznawaniu jego jurysdykcji z mocą wsteczną od 13 czerwca 2014 r. i w dniu 2 stycznia 2015 r. stała się państwem-stroną Statutu Rzymskiego.
26 czerwca 2015 roku Stolica Apostolska podpisała z Państwem Palestyna układ ogólny dotyczący zasad działania Kościoła katolickiego w tym państwie. W dokumencie Stolica Apostolska po raz pierwszy oficjalnie uznała Państwo Palestyna (poprzednie porozumienie z 15 lutego 2000 zawarła z Organizacją Wyzwolenia Palestyny).
22 maja 2024 roku uznanie Palestyny za niepodległe państwo ogłosiły Irlandia, Hiszpania i Norwegia.

### Stanowisko Polski
Stanowisko Polski pozostaje dwuznaczne: z jednej strony w Warszawie istnieje Ambasada Palestyny, a w 1988 roku w trakcie dyskusji w Zgromadzeniu Ogólnym ONZ nad rezolucją 43/177 wiceminister spraw zagranicznych PRL Jan Majewski uznał suwerenny akt parlamentu palestyńskiego dotyczący deklaracji o stworzeniu państwa, zaś w 2024 r. Polska głosowała za przyznaniem Palestynie pełnego członkostwa w ONZ, z drugiej jednak strony Polska w głosowaniach w 2011 r. w sprawie członkostwa Palestyny w UNESCO oraz w 2012 r. w sprawie przyznania Palestynie statusu nieczłonkowskiego państwa-obserwatora ONZ wstrzymała się od głosu, a w Urzędowym wykazie nazw państw i terytoriów niesamodzielnych, opracowanym przez Komisję Standaryzacji Nazw Geograficznych poza Granicami Rzeczypospolitej Polskiej przy Głównym Geodecie Kraju w porozumieniu z Ministerstwem Spraw Zagranicznych i wydanym przez Główny Urząd Geodezji i Kartografii, Palestyna wykazana została jako „terytorium o nieustalonym lub spornym statusie
międzynarodowym”, ze stolicą w Ramallahu.

## Warunki naturalne
Powierzchnia Autonomii Palestyńskiej jest górzysta. Na północy leży Wyżyna Galilejska (wys. maks. 1208 m n.p.m.), w środkowej części leży Samaria, na południu zaś Judea wraz z Pustynią Judzką. Pas wyżyn rozciąga się na długości 50–60 km, skały głównie wapienne, do tego dolomity, margle i piaskowce, swój koniec ma w Dolinie Jordanu. Opady w północnej części w górach wynoszą 1000–1500 mm, na południu i wschodzie 30–100 mm. Występuje roślinność półpustynna, stepowa, makia śródziemnomorska, na północy rosną lasy dębowe.

## Gospodarka i demografia
Wskutek kilkudziesięcioletniej wojny i okupacji Strefa Gazy i Zachodni Brzeg Jordanu są zrujnowane gospodarczo i uzależnione od Izraela i pomocy zagranicznej (kilka miliardów dolarów rocznie, otrzymane głównie od USA, UE, krajów arabskich oraz muzułmańskich). PKB na mieszkańca wynosi około 1000$ (w Strefie Gazy 600$ na mieszkańca). W 2005 roku liczba ludności wynosiła 3,5 mln osób, w tym 90% Arabów, 10% Izraelczyków. Natomiast spis z 2010 r. nie wykazuje wyznawców judaizmu. Wśród arabskich mieszkańców Palestyny przyrost naturalny wynosi 33,3‰.

### Religia
Struktura religijna kraju w 2010 roku według Pew Research Center: islam – 97,6%, prawosławie – 1,2%, katolicyzm – 0,6% i protestantyzm – 0,6%.